# Артевелде (шлюп)
К-4 (нем. Kanonenboot K-4) — немецкая канонерская лодка времён Второй мировой войны. Заложена в марте 1939 года в Бельгии для военно-морского флота этой страны как шлюп «Артевельде», в мае 1940 года захвачена немецкими войсками в высокой степени готовности, достроена на голландской верфи и введена в строй под немецким флагом. После завершения войны вошла в состав ВМС Бельгии как фрегат «Артевельде», затем переклассифицирована в плавучую базу тральщиков. Закончила службу в качестве плавучей казармы. Разобрана на металл в середине 1955 года.

## История строительства
Регулярные военно-морские силы появились в Бельгии только в 1919 году, когда для их организации была учреждена Морская комиссия. Основой нового флота, получившего название Корпус миноносцев и моряков (фр. Corps des Torpilleurs et Marins), стали 14 малых миноносцев типа «А» и 26 катеров-тральщиков, оставленные германским флотом в бельгийских портах при эвакуации своих войск. В 1920 году в Великобритании был куплен шлюп «Цинния». Однако уже в марте 1927 года Корпус был расформирован, а «Цинния» и два оставшихся миноносца («Вест Дип» и «Вилинген» — бывшие A-9 и A-24 соответственно) были разоружены и переданы Службе охраны рыболовства. Последняя находилась в ведении Министерства сельского хозяйства и потому экипажи кораблей были гражданскими.
В конце 1939 года бельгийские военно-морские силы были воссозданы в виде Морского корпуса (фр. Corps de Marine). На тот момент самый большой корабль флота — «Цинния» — уже отслужил более 20 лет и требовал замены. В качестве таковой в марте 1939 года на верфи «Джон Коккериль» в Антверпене (район Хобокен) был заложен новый шлюп, названный «Артевельде».
«Артевельде» был примерно в полтора раза крупнее «Циннии» и проектировался как универсальный корабль, способный в мирное время не только заниматься охраной рыболовства, но и использоваться в роли королевской яхты, в военное же — служить эскортным кораблем и минным заградителем. В качестве вооружения предусматривались два спаренных 102-мм орудия, спаренный 40-мм автомат «Бофорс»; при необходимости шлюп мог принять 30 глубинных бомб или 64 морских мины. Стоимость постройки оценивалась в 50 000 бельгийских франков.
18 мая 1940 года захвачен немцами на верфи в ходе немецкого вторжения Бельгию. Немецкие власти сразу же проинспектировали место строительства и приказали верфи продолжать работу по спуску корабля на воду. Будущий корабль получил временное имя «Лореляй» (нем. Lorelei); именно под ним он был спущен 28 августа 1940 года.
После спуска корпус отбуксировали на верфь «Вилтон-Фейенорд» в голландском Схидаме (пригород Роттердама), где достройка новой боевой единицы Кригсмарине продолжилась по переработанному проекту. Изменения большей частью касались вооружения. В ходе достройки «Лореляй» была переклассифицирована из авизо-охотника за подводными лодками в канонерскую лодку и получила стандартное для немецких канонерок наименование — K-4, под которым и вошла в строй.

## Конструкция
Бывший бельгийский корабль был крупнее трёх других немецких канонерских лодок (K-1, K-2 и K-3) — его полное водоизмещение составляло 2270 тонн, а длина — 98,5 метров. Визуально разница была ещё более заметной: высокобортный корпус и развитая трёхуровневая надстройка придавали K-4 весьма солидный силуэт.

### Корпус
Корпус был изготовлен из сименс-мартеновской стали и набран по поперечной схеме. Двойное дно отсутствовало. Корабль имел одну сплошную палубу и протяженный полубак. Водонепроницаемые переборки делили корпус на 11 отсеков. Проектом была предусмотрена система успокоения качки, однако во время испытаний она проявила себя настолько плохо, что в июле 1943 года решили её демонтировать. Броневая защита отсутствовала, за исключением 40-мм щитов орудий.

### Энергетическая установка
Двухвальная энергетическая установка британского типа включала два турбозубчатых агрегата системы «Парсонс-Рато» и два паровых котла «Бабкок-Уилкокс» с повышенными параметрами пара (давление — 32 атмосферы, температура — 400°С). Котлы располагались в изолированных котельных отделениях, турбины и их редукторы — в общем машинном отделении. Гребные винты имели диаметр 2,6 м. Канонерка оснащалась одним рулём полубалансирного типа. При проектной мощности 21 700 л. с. максимальная скорость должна была составить 28,5 уз. На испытаниях К-4 машины развили мощность 30 000 л. с. при 500 оборотах в минуту, что позволило канонерке развить 30 узлов. Похвальных отзывов заслужили и мореходные качества корабля.

### Вооружение
В ходе достройки под немецким надзором К-4 получила новое вооружение. Главный калибр канонерской лодки состоял из трёх 105-мм/45 орудий SK С/32 на универсальных станках C/32gE с углом возвышения 70°. Одно из орудий располагалось на баке, два других — на корме.
Малокалиберная зенитная артиллерия, как то, по всей видимости, предусматривалось первоначальными планами, должна была состоять из двух спаренных 37-мм/83 зениток C/30 и двух 20-мм/65 автоматов C/30, однако при вступлении в строй канонерская лодка несла четыре 37-мм зенитки и шесть 20-мм автоматов, включая счетверённую установку «Флак-Фирлинг».
К 1945 году зенитное вооружение корабля было усилено: одинарные 37-мм зенитки С/30 заменили двумя 37-мм автоматическими пушками М/42, а число 20-мм автоматов довели до шестнадцати, убрав часть шлюпок и сменив все одинарные установки на четыре «фирлинга». Кроме того, была увеличена высота дымовой трубы.
Немцы также расширили возможности корабля принимать морские мины — К-4 могла брать до 120 штук.

## Служба
25 апреля 1943 года на канонерской лодке был поднят военно-морской флаг Германии. Первым командиром корабля стал капитан-лейтенант Август Эггерс, ранее командовавший 7-й флотилией тральщиков.
После официального вступления в строй в мае 1943 года K-4 отправилась на верфь «Дойче Верке» для ремонта турбин. Различные доводки и переделки продолжилась в течение всего 1943 года. Из Киля канонерская лодка перешла в Данциг, где работы продолжились уже на местной верфи. Иногда К-4 выходила в море на учения, однако потом возвращалась, чтобы ремонтировать вновь выявившиеся поломки.
В конце зимы 1943 года канонерская лодка закончила курс боевой подготовки и шла из Восточной Балтики в Киль. Там 7 февраля 1944 года корабль объявили боеготовым и включили в состав 1-й флотилии прорывателей минных заграждений, которой командовал корветтен-капитан резерва Вильгельм Франк. 16 февраля К-4 получила под свою охрану первый конвой из пяти пароходов, которые следовало провести из устья Эльбы в устье Эмса. В тот же день задача была выполнена. В дальнейшем K-4 водила различные конвои в южном и юго-западном районах Северного моря.
25 марта 1944 года небольшой немецкий отряд (помимо K-4, тральщики M-103 и M-131) должен был пройти через область минных постановок, на границу объявленного миноопасным района, чтобы там проверить, не тралит ли минные постановки противник. Второстепенной задачей было обнаружение датских рыболовов, не соблюдавших предупреждения. По дороге у М-131 случились повреждения в котле, а в назначенном районе (54°39’ с. ш.; 06°05’ в. д.) царила плохая видимость. Задание 5-й флотилии охранения оказалось сорванным.
29 марта канонерка шла в охранении очередного конвоя из Эльбы в Эмс. Состав: 16 пароходов, в том числе пять шведских и три датских. При этом охранение, кроме K-4, вели всего шесть боевых кораблей: корабль управления «Мёве», сторожевик V-1105 и тральщики М-23, М-103, М-104, М-264. В 17:05 конвой был атакован самолетами 143-й, 236-й и 254-й эскадрилий британских Королевских ВВС, причём канонерская лодка оказалась в самом центре событий. Вероятно, огонь её тяжёлых орудий заставил атакующие самолёты разделиться, и потому корабль совершенно не пострадал, однако британцы добились попаданий в суда конвоя. Одна из сброшенных авиационных торпед попала в пароход «Христель Виннен», который немедленно затонул. Еще один пароход, «Херманн Шульте», во время обстрела британскими штурмовиками получил множество подводных попаданий и стал медленно погружаться. Ему на помощь вызвали буксир, но судно вскоре затонуло. К-4 приняла уцелевших с обоих пароходов и ушла с ними в Боркум.
Вторую половину апреля 1944 года канонерская лодка провела в ремонте и связанных с ним сдаточных испытаниях, после чего вернулась к проводке конвоев.
23 июня, во время стоянки на рейде Боркума, из-за недосмотра личного состава на оба винта намотался швартовочный линь. Благодаря тому, что рядом находилось оборудованное водолазным снаряжением спасательное судно «Оштер Тилль», оба винта удалось освободить.
6 июля K-4 вступила в охранение очередного конвоя Эльба—Эмс вместе со сторожевыми кораблями V-1101, V-1102, V-1103 и V-1111, а также тремя тральщиками 11-й флотилии. В составе конвоя находились 12 судов. В 21:12 караван атаковали британские самолеты (немцы насчитали 40 машин). По мнению командира К-4, заранее открытый огонь из тяжёлых зенитных орудий заставил повернуть четыре самолёта из пяти, атаковавших корабль. Только одна машина продолжала налёт, ведя огонь из бортового вооружения. Став целью для зенитных автоматов, самолёт рухнул в воду, едва перелетев над канонерской лодкой. Однако и она серьёзно пострадала: два человека были убиты, три тяжёло ранены, ещё трое получили лёгкие ранения. По всему кораблю насчитали около 30 пробоин от 20-мм снарядов — в надстройках, радиорубке, дымовой трубе и каюте командира корабля. Никакого серьезного воздействия на боеготовность попадания не оказали. В ходе налёта на конвой пароход «Штадт Рига» затонул после попадания торпеды, а пароход «Эрнст Брокельманн» был повреждён.
Несмотря на полученные повреждения, канонерская лодка продолжила работу, встав на ремонт только 19 июля. 26 июля работы были закончены и 29 июля K-4 вернулась в строй.
10 августа, находясь в охранении каравана из шести пароходов и одного буксира, К-4, вместе с остальными восемью кораблями охранения, отбивалась от примерно 30 вражеских самолетов (455-я эскадрилья Королевских Австралийских ВВС и 489-я эскадрилья Королевских Новозеландских ВВС). Канонерская лодка получила 20 попаданий из 20-мм пушек в мостик и надстройки. Вокруг наблюдался сброс многочисленных торпед, некоторые из них шли по поверхности воды. Две торпеды устремились на K-4, но ей удалось увернуться крутым поворотом. Вновь один самолет сбили после его пролёта над кораблем, ещё два сбитых видели рядом. Повреждения корабля оказались невелики: пробитые стенки и отстреленная антенна, однако экипаж пострадал достаточно серьёзно — один моряк погиб, один был ранен. Пароход «Сантос» из состава конвоя был потоплен. Австралийцы лишились трех «бофайтеров» T.F.Mk X (бортовые номера UB-D, UB-L, UB-H); все шесть членов экипажей погибли. Новозеландцы потеряли один самолёт с экипажем.
Следующий конвой, шедший из Эмса в Яде, вновь был атакован. К-4 стала участницей сражения с сорока неприятельскими самолётами, пятнадцать из которых немцы опознали как торпедоносные «бофайтеры» (атаку проводили «бофайтеры» из тех же самых 455-й, 489-й эскадрилий и британской 254-й эскадрильи). С немецкой стороны восемь разномастных эскортных кораблей охраняли шесть транспортов и буксир. С борта K-4 наблюдали, что прицельный огонь тяжёлых зениток заранее расстроил атаку. Действительно, никто в этот день не пролетел непосредственно над кораблем, ни один снаряд в него не попал, все члены экипажа остались целы. Все вместе немцы заявили сразу семь сбитых самолётов, а сами потеряли потопленными тральщик M-383 и сторожевой корабль V-1101.
Вторая половина августа 1944 года прошла для канонерской лодки спокойно и 25 августа К-4 снова встала на краткосрочный ремонт на верфи Бекманна в Куксхафене. Одновременно вооружение было усилено двумя так называемыми «Föhngerat» — 48-ствольными реактивными системами для стрельбы по воздушным целям (огонь вёлся 73-мм ракетами). К 5 сентября ремонт был окончен, 8 сентября K-4 продолжила проводку конвоев.
В ночь с 8 на 9 октября 1944 года канонерская лодка K-4 шла флагманом отряда боевых кораблей из Боркума в Роттердам. В 18:30 8 августа на борт К-4 поднялся командующий силами охранения Северного моря (нем. BSN – Befehlshaber der Sicherung der Nordsee) контр-адмирал Эрнст Лухт. При легком волнении моря корабли — канонерка и пара тральщиков 7-й флотилии (M-104 и M-201) — 16-узловым ходом строем клина добрались до Западно-Фризских островов (квадрат AN8294), где в 01:46 были атакованы британскими торпедными катерами 21-й флотилии в составе двух дивизионов. Численность первого, более крупного, — пять катеров типа «Воспер»: MTB-223, −232, −233, −234 (лидер) и −244. Второй дивизион — MTB-83 и МТВ-88.
В ходе ночного боя K-4 получила пять попаданий 20-мм снарядами: в трубу, спасательную шлюпку левого борта и шкафчик с запчастями для 20-мм автомата. Осколками ранило двух человек. На тральщике М-104 насчитали десять попаданий: в борт, мостик и трубу; пятеро легкораненых. Немцы заявили об уничтожении нескольких катеров, однако согласно британским данным ни один из катеров не затонул.
Расход боеприпасов у немецких кораблей: 386 105-мм снарядов (249 осветительных). На долю К-4 пришлось 192 105-мм (90 осветительных, 102 фугасных), 282 37-мм и 1244 20-мм снаряда, а также 676 7,9-мм патронов.
27 октября, при проверке котлов в Куксхафене, была обнаружена трещина в котле № 2. По этой причине K-4 перешла в Вильгельмсхафен и 6 ноября встала там на ремонт на военно-морской верфи. Продлился ремонт, считая разные проверки и испытания по окончании работ, почти до конца ноября. Затем несколько дней К-4 стояла в Вильгельмсхафене и только 9 декабря ей поручили привычное задание — сопровождение конвоя из Яде в Эмс.
В феврале 1945 года командиром K-4 был назначен капитан-лейтенант резерва Вольфганг Шуриг. Конец войны застал канонерскую лодку в Куксхафене, где немцы передали её англичанам, а те уже в июне вернули в Бельгию с экипажем, набранным из Бельгийской секции Королевского флота (англ. Royal Navy Section Belge – RNSB), во главе с коммандером Джорджем Тиммермансом.
После перебазирования в Антверпен и получения прежнего имени «Артевельде», бывшая канонерка стала фрегатом и 25 сентября 1945 года официально вошла в строй под командованием капитан-лейтенанта Йоханна Бётинга. По всей видимости, техническое состояние корабля оставляло желать лучшего, и служба его в бельгийском флоте была недолгой. С февраля 1946 года «Артевельде» использовался в качестве плавучей базы флотилии тральщиков типа MMS, а с 1950 года — как плавучая казарма. 23 августа 1954 года она была выведена из эксплуатации, а 22 ноября 1954 года продана для разборки на металл фирме «Баккер и сыновья» («J. Bakker & Zonen») из Брюгге. К середине 1955 года бывшая К-4 была разобрана.